# ベルヴァーロシュ

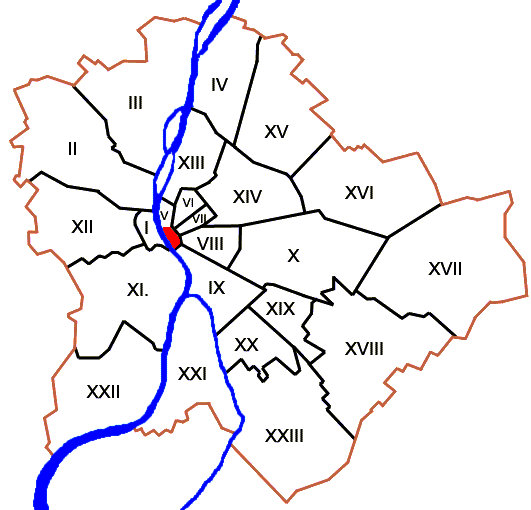
ベルヴァーロシュの位置

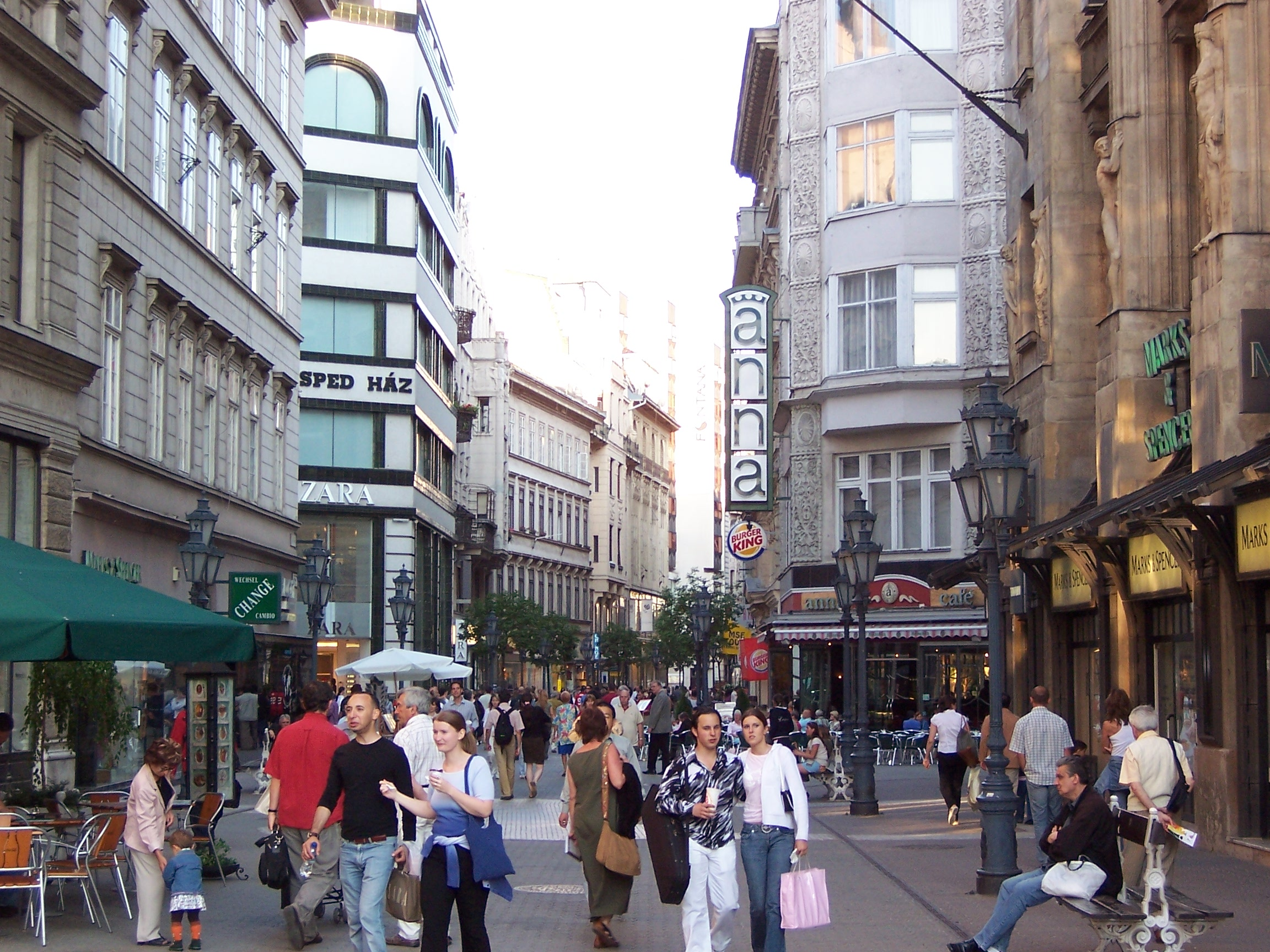
ヴァーツィ通り

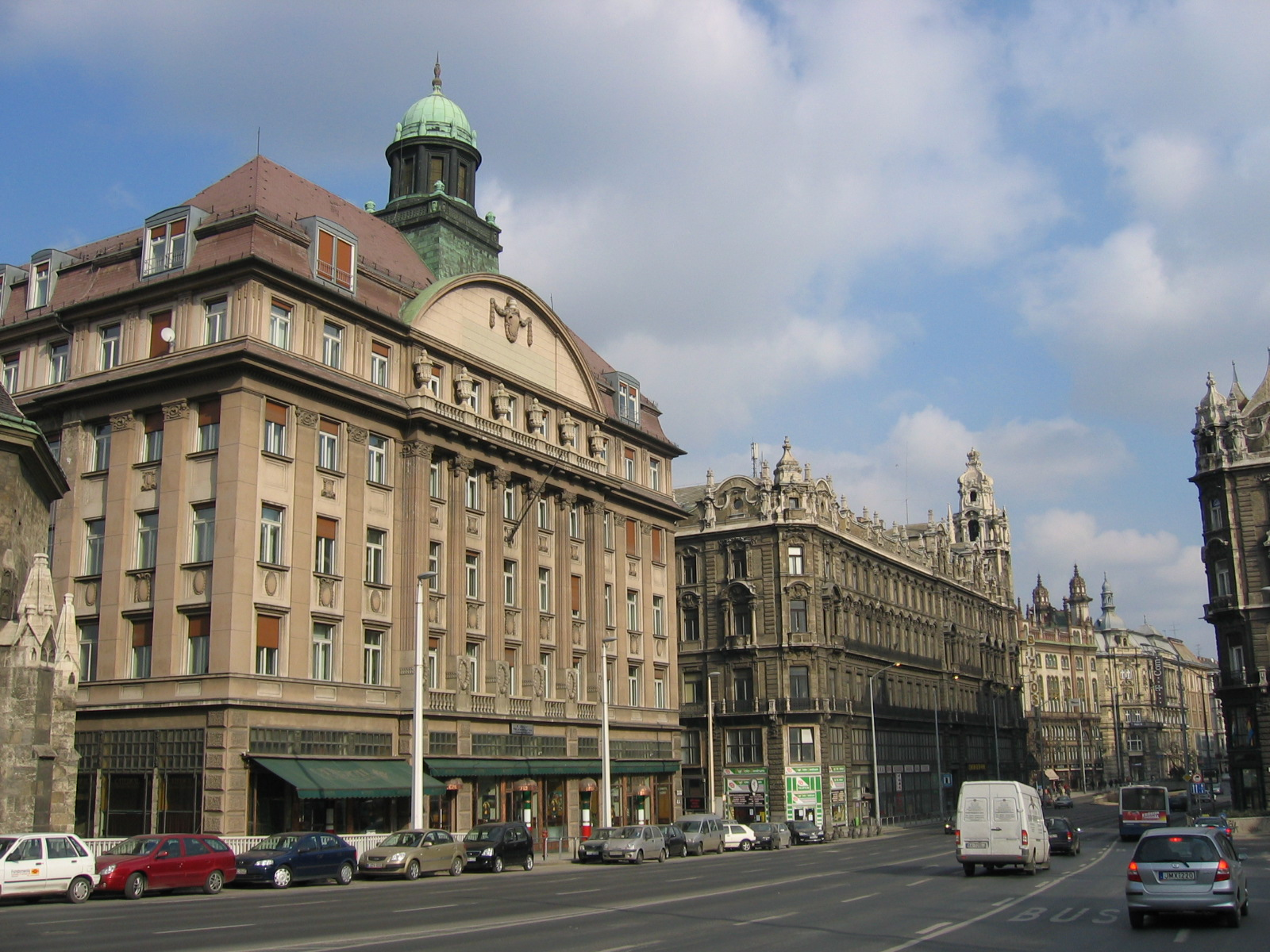
フェレンツィエク広場附近のサバド・サイトー通り

ベルヴァーロシュ（ハンガリー語: Belváros; ドイツ語: Innenstadt、中心業務地区の意）とは、ハンガリーの首都ブダペストのうちペシュト地区の旧市街の事である。今日では、5区の南部に該当し、ブダペストの目抜き通りであるヴァーツィ通り等が存在しており、観光客も多く訪れる地域である。
広義では、ブダペストの中心部を意味し、一般にはナジケルートとドナウ川に挟まれたペシュト側の地域の事を意味する。この場合のベルヴァーロシュは5区、6区、7区の全て、8区、9区、13区の一部を含んでいる。更にナジケルートをブダ側まであると見做す場合は1区、2区、11区、12区の一部も含まれる。

## 位置
ベルヴァーロシュはドナウ川の川岸にあり、城郭都市時代の城郭の位置となっていた。
ベルヴァーロシュの境界は、ヴィガドー広場、デアーク・フェレンツ広場、ナジケルート、ドナウ川となっている。

## 行政
ペシュトは1704年に無税王宮都市となった。市の中心部はその後ブダペスト地下鉄の開通する18世紀半ばまで、ベルヴァーロスと呼ばれた。1873年に合併しブダペストが出来ると、ベルヴァーロスは4区の中心部となった。1950年1月1日にリポートヴァーロシュ地区と合併し、5区になった。1990年以降、5区は公式にベルヴァーロシュ・リポートヴァーロシュと呼ばれるようになった

## 交通
三本のブダペスト地下鉄の路線がデアーク・フェレンツ広場駅で乗り換えられる。また、バス路線や路面電車、トロリーバス等も利用できる。

## 名所
- 国会議事堂
- ハンガリー科学アカデミー
- グレシャム宮殿
- 聖イシュトヴァーン大聖堂
- ペスティ・ヴィガドー
- ベルヴァーロシュ教区教会
- ヴァーツィ通り
- ドハーニ街シナゴーグ